# LaserWriter Pro
Le stampanti della famiglia LaserWriter Pro erano delle stampanti laser prodotte da Apple. Nel 1993 Apple decise di espandere la sua linea di stampanti e di crearne una dedicata agli clienti con volumi di stampa elevati o agli uffici con molti utenti collegati in rete locale. Presentò le stampanti LaserWriter Pro 600 e 630, queste stampanti erano identiche tranne che la 630 era dotata di porta ethernet e quindi era progettata per uffici con molti computer, mentre la 600 essendo dotata di LocalTalk era progettata per uffici relativamente piccoli ma con utenti che producevano un elevato carico di lavoro. Successivamente Apple presentò anche la LaserWriter Pro 810. Era la prima stampante Apple dotata di vassi multipli e sebbene era dotata di un processore più lento delle altre due stampanti era in grado di stampare 20 pagine al minuto. La stessa velocità venne raggiunta solo dalla LaserWriter 8500 che venne presentata quattro anni dopo